# Richard Adjei
Richard Adjei (Düsseldorf, 30 de enero de 1983-Düsseldorf, 26 de octubre de 2020) fue un deportista alemán que compitió en bobsleigh en la modalidad cuádruple.
Participó en los Juegos Olímpicos de Vancouver 2010, obteniendo una medalla de plata en la prueba doble (junto con Thomas Florschütz). Ganó una medalla de oro en el Campeonato Mundial de Bobsleigh de 2011 y dos medallas en el Campeonato Europeo de Bobsleigh, oro en 2011 y bronce en 2010.
Falleció a los 37 años a causa de un infarto de corazón.

## Palmarés internacional
| Juegos Olímpicos   | Juegos Olímpicos      | Juegos Olímpicos  | Juegos Olímpicos |
| Año                | Lugar                 | Medalla           | Prueba           |
| ------------------ | --------------------- | ----------------- | ---------------- |
| 2010               | Vancouver (Canadá)    | Medalla de plata  | Doble            |
| Campeonato Mundial |                       |                   |                  |
| Año                | Lugar                 | Medalla           | Prueba           |
| 2011               | Königssee (Alemania)  | Medalla de oro    | Cuádruple        |
| Campeonato Europeo |                       |                   |                  |
| Año                | Lugar                 | Medalla           | Prueba           |
| 2010               | Igls (Austria)        | Medalla de bronce | Cuádruple        |
| 2011               | Winterberg (Alemania) | Medalla de oro    | Cuádruple        |